# Caesalpinia argentina
Caesalpinia argentina  es una especie de  leguminosa de la familia de las Fabaceae.

## Descripción
Es un arbusto que alcanza un tamaño de hasta 3 m de alto, con hojas de hasta 25 cm con foliolos elípticos a ovados de 6-15 x 6-10 mm. Las flores de un tamaño de hasta 20 mm y legumbres amarillentas finamente pubescentes de 8 x 2 cm.

## Distribución geográfica
Se distribuye por Bolivia y el norte de Argentina a una altitud de 850 a 1050 metros.

## Taxonomía
Caesalpinia argentina fue descrita por Arturo Eduardo Burkart y publicado en Revista Argentina de Agronomía 3: 67, 105, f. 4c, pl. 10. 1936.
Etimología
Caesalpinia: nombre genérico que fue otorgado en honor del botánico italiano Andrea Cesalpino (1519-1603).
argentina: epíteto geográfico que alude a su localización en Argentina.